# Digapahandi
Digapahandi (o Digapanahdi) è una città dell'India di 10.888 abitanti, situata nel distretto di Ganjam, nello stato federato dell'Orissa. In base al numero di abitanti la città rientra nella classe IV (da 10.000 a 19.999 persone).

## Geografia fisica
La città è situata a 19° 22' 0 N e 84° 34' 60 E e ha un'altitudine di 52 m s.l.m..

## Società

### Evoluzione demografica
Al censimento del 2001 la popolazione di Digapahandi assommava a 10.888 persone, delle quali 5.540 maschi e 5.348 femmine. I bambini di età inferiore o uguale ai sei anni assommavano a 1.330, dei quali 680 maschi e 650 femmine. Infine, coloro che erano in grado di saper almeno leggere e scrivere erano 6.458, dei quali 3.777 maschi e 2.681 femmine.